# Oreiallagma thelkterion
Oreiallagma thelkterion – gatunek ważki z rodziny łątkowatych (Coenagrionidae).